# Tom et Jerry le hors-la-loi
Pour plus de détails, voir Fiche technique et Distribution.
Tom et Jerry le hors-la-loi (Tall in the Trap) est le 124e court métrage d'animation de la série américaine Tom et Jerry réalisé par Gene Deitch et sorti le 14 septembre 1962.